# Havlovice
Havlovice är en ort i Tjeckien. Den ligger i den nordöstra delen av landet, 120 km öster om huvudstaden Prag. Havlovice ligger 333 meter över havet och antalet invånare är 859.
Terrängen runt Havlovice är platt åt sydväst, men åt nordost är den kuperad. Havlovice ligger nere i en dal. Runt Havlovice är det ganska tätbefolkat, med 124 invånare per kvadratkilometer. Närmaste större samhälle är Trutnov, 11,6 km nordväst om Havlovice. Omgivningarna runt Havlovice är en mosaik av jordbruksmark och naturlig växtlighet.